# Abdoulaye Ba
Pour les articles homonymes, voir Ba.
Abdoulaye Ba, né le 1er janvier 1991 à Saint-Louis (Sénégal), est un footballeur international sénégalais. Il évolue au poste de défenseur central.

## Biographie

### En club
Le 11 mars 2020, il est prêté jusqu'à la fin de la saison par le Rayo Vallecano au Deportivo La Corogne, qui lutte alors pour son maintien en deuxième division.

### En sélection
Abdoulaye Ba participe aux Jeux olympiques d'été de 2012 avec la sélection sénégalaise. Lors du tournoi olympique, il joue trois matchs, et atteint le stade des quarts de finale, en étant éliminé par le Mexique sur le score de 4-2 après prolongation.

## Palmarès
- Académica Coimbra
  - Vainqueur de la Coupe du Portugal en 2012

- FC Porto
  - Vainqueur de la Coupe du Portugal en 2010
  - Champion du Portugal en 2013

- Rayo Vallecano
  - Championnat d'Espagne de football D2
  - Vainqueur : 2018